# Colin Brumby
Colin Brumby (* 18. Juni 1933 in Melbourne; † 3. Januar 2018 in Brisbane) war ein australischer Komponist.
Brumby unterrichtete Komposition an der University of Queensland und war von 1968 bis 1971 musikalischer Direktor der Queensland Opera Company. Sein Werk umfasst Opern, Orchesterwerke, Konzerte für Solo-Instrumente und Kammermusik. Dazu gehört auch die Suite for Four Double Basses aus dem Jahre 1975.
Der Schriftsteller Thomas Shapcott schrieb für Opern von Brumby Texte (Libretti).